# Festival de Cinema de Londres
O Festival de Cinema de Londres (em inglês:  BFI London Film Festival ou London Film Festival) é um festival cinematográfico realizado em Londres, Inglaterra. É o maior evento cinematográfico público do Reino Unido, com projecção de mais de 300 longa-metragens, documentários e curta-metragens de cerca de 50 países. O festival acontece todos os anos na segunda quinzena de outubro, organizado pelo Instituto de Cinema Britânico. Apresenta o melhor do cinema mundial para apoiar a criatividade, a originalidade, a visão e a imaginação e também apresenta o melhor do cinema internacional contemporâneo, tanto de cineastas emergentes como os já estabelecidos.

## História
Em 1953 um grupo de críticos de cinema tiveram a ideia de criar um festival de cinema em Londres; já que na época Cannes, Veneza e Edimburgo tinham seu próprio festival, seguramente Londres também havia de ter. No entanto, seu objectivo era abrir o novo festival ao público, para dar oportunidade de ver os filmes que não eram exibidos no cinema britânico. Originalmente pretendia ser um "festival dos festivais", focado em projectar uma selecção de títulos fortes de outros festivais do cinema europeu, incluindo Cannes e Veneza. A primeira edição do Festival de Cinema de Londres foi concebida por James Quinn, que naquela época era o director do Instituto de Cinema Britânico, e teve lugar no NFT (National Film Theatre, actualmente conhecido como BFI Southbank) entre 16 e 26 de outubro; foi lançado um dia depois da inauguração do novo NFT em seu lugar actual sobre a Ponte de Waterloo. Apenas foi projectado uma selecção de 15-20 filmes de realizadores renomados, incluindo Akira Kurosawa, Satyajit Ray, Yasujiro Ozu, Luchino Visconti e Andrzej Wajda. Apesar do programa ainda conservar o espírito do "festival dos festivais", agora também mostra as novas descobertas de '"talentos importantes e emocionantes" do cinema mundial. O festival também segue sendo uma festa pública, atendendo a um número de profissionais de cinema e jornalistas de todo o mundo.

## Prémios

### Troféu Sutherland
Criado em 1958, o Instituto de Cinema Britânico premiava anualmente "o criador do filme [primeira ou segunda obra] mais original e criativo, apresentado no National Film Theatre durante cada ano"; mas em 1997 os critérios foram alterados e actualmente o prémio é concedido ao criador do filme de estreia mais criativa e original, apresentada durante o Festival de Cinema de Londres. O troféu que se entrega na cerimónia de encerramento, é uma escultura de prata de Gerald Benney e porta o nome do patrono do Instituto de Cinema Britânico, George Sutherland-Leveson-Gower, 5.° Duque de Sutherland.
| Ano  | Realizador                        | Filme                                  |
| ---- | --------------------------------- | -------------------------------------- |
| 1958 | Yasujiro Ozu                      | Tōkyō Monogatari                       |
| 1959 | Satyajit Ray                      | O Mundo de Apu                         |
| 1960 | Michelangelo Antonioni            | A Aventura                             |
| 1961 | Ermanno Olmi                      | Il posto                               |
| 1962 | Jacques Rivette                   | Paris nous appartient                  |
| 1963 | Alain Resnais                     | Muriel ou le Temps d'un retour         |
| 1964 | Grigori Kózintsev                 | Hamlet                                 |
| 1965 | Jean-Luc Godard                   | Pierrot le fou                         |
| 1966 | André Delvaux                     | De man die zijn haar kort liet knippen |
| 1967 | Masaki Kobayashi                  | Jōi-uchi: Hairyō tsuma shimatsu        |
| 1968 | Straub-Huillet                    | Chronik der Anna Magdalena Bach        |
| 1969 | Jacques Rivette                   | L'Amour fou                            |
| 1970 | Bernardo Bertolucci               | Il conformista                         |
| 1971 | Robert Bresson                    | Quatre nuits d'un rêveur               |
| 1972 | Octavio Getino Fernando Solanas   | La Hora de los Hornos                  |
| 1973 | Giorgi Shengelaya                 | Pirosmani                              |
| 1974 | Rainer Werner Fassbinder          | Martha                                 |
| 1975 | Theo Angelopoulos                 | O Thiassos                             |
| 1976 | Nagisa Ōshima                     | O Império dos Sentidos                 |
| 1977 | Hans-Jürgen Syberberg             | Hitler, um Filme da Alemanha           |
| 1978 | Mark Rappaport                    | The Scenic Route                       |
| 1979 | Zeki Ökten                        | Sürü                                   |
| 1980 | Peter Greenaway                   | The Falls                              |
| 1980 | Xie Jin                           | Two Stage Sisters                      |
| 1981 | Helma Sanders-Brahms              | Die Berührte                           |
| 1982 | Adoor Gopalakrishnan              | Elippathayam                           |
| 1983 | Chris Marker                      | Sans soleil                            |
| 1984 | Lino Brocka                       | Bayan ko: Kapit sa patalim             |
| 1985 | Chen Kaige                        | Huáng tǔdì                             |
| 1986 | Bill Douglas                      | Comrades                               |
| 1987 | Edward Yang                       | Kǒngbù fènzǐ                           |
| 1987 | Souleymane Cissé                  | Yeelen                                 |
| 1989 | Nils Gaup                         | Veiviseren                             |
| 1990 | Steven Kloves                     | The Fabulous Baker Boys                |
| 1991 | Elaine Proctor                    | On the Wire                            |
| 1992 | Jocelyn Moorhouse                 | Proof                                  |
| 1993 | Julio Medem                       | Vacas                                  |
| 1994 | Tran Anh Hung                     | L'Odeur de la papaye verte             |
| 1995 | Moufida Tlatli                    | Samt el qusur                          |
| 1996 | Jevon O'Neill                     | Bob's Weekend                          |
| 1997 | Bruno Dumont                      | La Vie de Jésus                        |
| 1998 | Samira Makhmalbaf                 | Sib                                    |
| 1999 | Lynne Ramsay                      | Ratcatcher                             |
| 2000 | Kenneth Lonergan                  | You Can Count on Me                    |
| 2001 | Asif Kapadia                      | The Warrior                            |
| 2002 | Delphine Gleize                   | Carnages                               |
| 2003 | Siddiq Barmak                     | Osama                                  |
| 2004 | Jonathan Caouette                 | Tarnation                              |
| 2005 | Kari Paljakka                     | Eläville ja kuolleille                 |
| 2006 | Andrea Arnold                     | Red Road                               |
| 2007 | Vincent Paronnaud Marjane Satrapi | Persépolis                             |
| 2008 | Sergey Dvortsevoy                 | Tulpan                                 |
| 2009 | Scandar Copti Yaron Shani         | Ajami                                  |
| 2010 | Clio Barnard                      | The Arbor                              |
| 2011 | Pablo Giorgelli                   | Las Acacias                            |
| 2012 | Benh Zeitlin                      | Beasts of the Southern Wild            |
| 2013 | Anthony Chen                      | Ilo Ilo                                |

### Outras categorias
Prémio Grierson
É entregue ao melhor documentário exibido durante o festival. Porta o nome do realizador escocês John Grierson (1898-1972).
| Ano  | Documentário                                    | Realizador                            |
| ---- | ----------------------------------------------- | ------------------------------------- |
| 2005 | Workingman's Death                              | Michael Glawogger                     |
| 2006 | Thin                                            | Lauren Greenfield                     |
| 2007 | The Mosquito Problem and Other Stories          | Andrey Paounov                        |
| 2008 | Victoire Terminus                               | Florent de la Tullaye e Renaud Barret |
| 2009 | Defamation                                      | Yoav Shamir                           |
| 2010 | Armadillo                                       | Janus Metz                            |
| 2011 | Into the Abyss: A Tale of Death, A Tale of Life | Werner Herzog                         |
| 2012 | Mea Maxima Culpa: Silence in the House of God   | Alex Gibney                           |

Prémio de melhor filme
O prémio é entregue desde 2009, ao filme mais original e criativo.
| Ano  | Filme                       | Realizador         |
| ---- | --------------------------- | ------------------ |
| 2009 | Un prophète                 | Jacques Audiard    |
| 2010 | Kak ya provyol etim letom   | Alexei Popogrebski |
| 2011 | We Need to Talk About Kevin | Lynne Ramsay       |
| 2012 | Ferrugem e Osso             | Jacques Audiard    |

Prémio de melhor estreante britânico
Desde 2009, o prémio é entregue aos britânicos talentosos emergentes e reconhece os êxitos de um novo argumentista, produtor ou realizador que já demonstraram a verdadeira criatividade e imaginação em seu primeiro filme.
| Ano  | Estreante                                    | Filme                      |
| ---- | -------------------------------------------- | -------------------------- |
| 2009 | Jack Thorne (argumentista)                   | The Scouting Book for Boys |
| 2010 | Clio Barnard (realizador)                    | The Arbor                  |
| 2011 | Candese Reid (actriz)                        | Junkhearts                 |
| 2012 | Sally El Hosaini (realizador e argumentista) | My Brother the Devil       |

BFI Fellowships
Desde 2009, o festival mostra as obras dos novos cineastas e dos já estabelecidos.
| Ano  | Ganhador                                            | Filme                            |
| ---- | --------------------------------------------------- | -------------------------------- |
| 2009 | Souleymane Cissé (cineasta) John Hurt (actor)       |                                  |
| 2010 | Danny Boyle (cineasta)                              |                                  |
| 2011 | David Cronenberg (cineasta) Ralph Fiennes (actor)   | Um Método Perigoso Coriolanus    |
| 2012 | Tim Burton (cineasta) Helena Bonham Carter (actriz) | Frankenweenie Great Expectations |